# Johan Peter Lindhe
Johan Peter Lindhe, född 1726, 1727 eller 1737, död i Lund den 26 juni 1777, var en svensk dansmästare vid Lunds universitet.

## Biografi
Lindhe blev universitetets dansmästare efter Ludvig de Creauxs död år 1764, och upprätthöll posten till sin egen död år 1777. De första åren av hans dansmästargärning plågades dock av stora svårigheter vad gällde undervisningslokaler. 1766 ansökte Lindhe till konsistoriet om att få en särskild dansundervisningslokal, något som dock resulterade att han fick hålla sina lektioner i Liberiet, tillsammans med fäktmästaren och Akademiska kapellet. Lindhe var dock inte intresserad av att dela lokal med fäktmästaren Christoffer Porath, Akademiska kapellet ville inte dela lokal med Lindhe, och till råga på allt oroade sig professorn i kemi Christian Wollin, som hade sitt laboratorium i samma byggnad, för att dansandet skulle kunna skada hans utrustning. Som en temporär lösning fick Lindhe ett anslag om 40 daler silvermynt för att kunna hyra lokal någon annanstans, mot att han gratis undervisade två av universitetets fattigaste studenter i dans.
Lindhe var den enda av dansmästarna vid Lunds universitet som efterlämnat skriftliga dansinstruktioner, nämligen den 1764 författade Beskrifning På Contradanser för Högwälborne herr Baron Andreas Sigfrid Rålamb, en instruktion utan musik för tjugosex engelskor och fjorton kadriljer.
Johan Peter Lindhe avled av kolik den 26 juni 1777. Bouppteckningen visar på att den avlidne dansmästaren hade stora ekonomiska problem; förutom "ett tjog kontradansnoter" innehöll även dödsboet skulder på flera hundra riksdaler, bland annat till pigan och till violinisten som spelat musik under dansövningarna.